# 克劳迪奥·马尔多纳多
克劳迪奥·马尔多纳多（西班牙語：Claudio Maldonado，1980年1月3日—），智利男子足球运动员，司职中场。他曾代表智利国奥队参加2000年夏季奥林匹克运动会足球比赛，获得一枚铜牌。